# Robert Adam
Robert Adam (Kirkcaldy, 3 juli 1728 - Londen, 3 maart 1792) was een van de belangrijkste architecten van de 18de eeuw en de naamgever van de Adamstyle. Ook zijn broers John, William en James Adam waren architecten. Gezamenlijk vormden de gebroeders de grootste Schotse bouwfirma van die tijd. Robert Adam liet 8.000 tekeningen na met elegante motieven en een verleidelijk raffinement.

## Werk
Zijn vader was de bouwmeester William Adam, die in de stijl van Palladio werkte. In 1754 ondernam Robert een grand tour naar Italië en bestudeerde twee jaar lang de klassieke bouwwerken in Rome. Hij werkte samen met de archeoloog en tekenaar Giovanni Battista Piranesi en nam o.a. de jonge Charles-Louis Clérisseau in dienst als tekenaar. In vijf weken tijd werden de ruïnes van het paleis van keizer Diocletianus in het Kroatische Split opgetekend. Robert Adam publiceerde het boek in 1764.
In 1758 arriveerde hij in Londen. Met zijn kennis van klassieke woonhuizen wilde hij de Engelse architectuur vernieuwen. Heel belangrijk voor Adam was dat interieur en exterieur één geheel vormden. Daarom ontwierp hij voor zijn gebouwen behalve de binnenkant, ook meubilair. Dit is nog altijd te zien in zijn landhuizen. Robert Adam bouwde Harewood House in Yorkshire en ontwierp gevels voor o.a. Charlotte Square in het Schotse Edinburgh. Een van zijn meest opvallende creaties was Adelphi Terrace langs de Londense Theems, dat in 1936 werd afgebroken. Vanaf 1770 legde hij zich toe op de kasteelbouwkunst. Voorbeelden van zijn werk zijn Wedderburn, Culzean Castle, Mellerstain.
Zijn stijl en die van zijn opvolgers, zoals James Wyatt, kenmerkt zich door de verfijnde decoratie met guirlandes, schelpmotieven, prachtige kroonlijsten en arabesken, pilaren. Adam liet zich veelvuldig inspireren door de Etrusken en gebruikte ongewoon veel pasteltinten en wit voor zijn decoraties. Tijdens de uitvoering van zijn werken deed hij een beroep op specialisten, als Joseph Rose (1746-1799) die het stucwerk verzorgde. Adam hechtte veel waarde aan fraaie plafonds, gebaseerd op decoraties in Pompeï en Herculaneum. Zijn meubelen hebben een duidelijke neoclassicistische inslag, die beïnvloed zijn door de Louis XIV-stijl in Frankrijk. Daaruit nam hij decoratievormen over, als marqueterie (ingelegde banden), vergulden van meubels en reliëfs. De meubelen zijn voorzien van eenvoudige, strakke geometrische vormen en ze bezitten slanke poten. De tafels en commodes van Adam hebben meestal een halve-maanvorm en zijn boekenkasten hebben glazen deuren. Een belangrijke meubelmaker in de Adam-stijl was George Hepplewhite. De bloeitijd van deze stijl situeert zich tussen 1760 en 1790, maar is tot Engeland en Schotland beperkt gebleven.

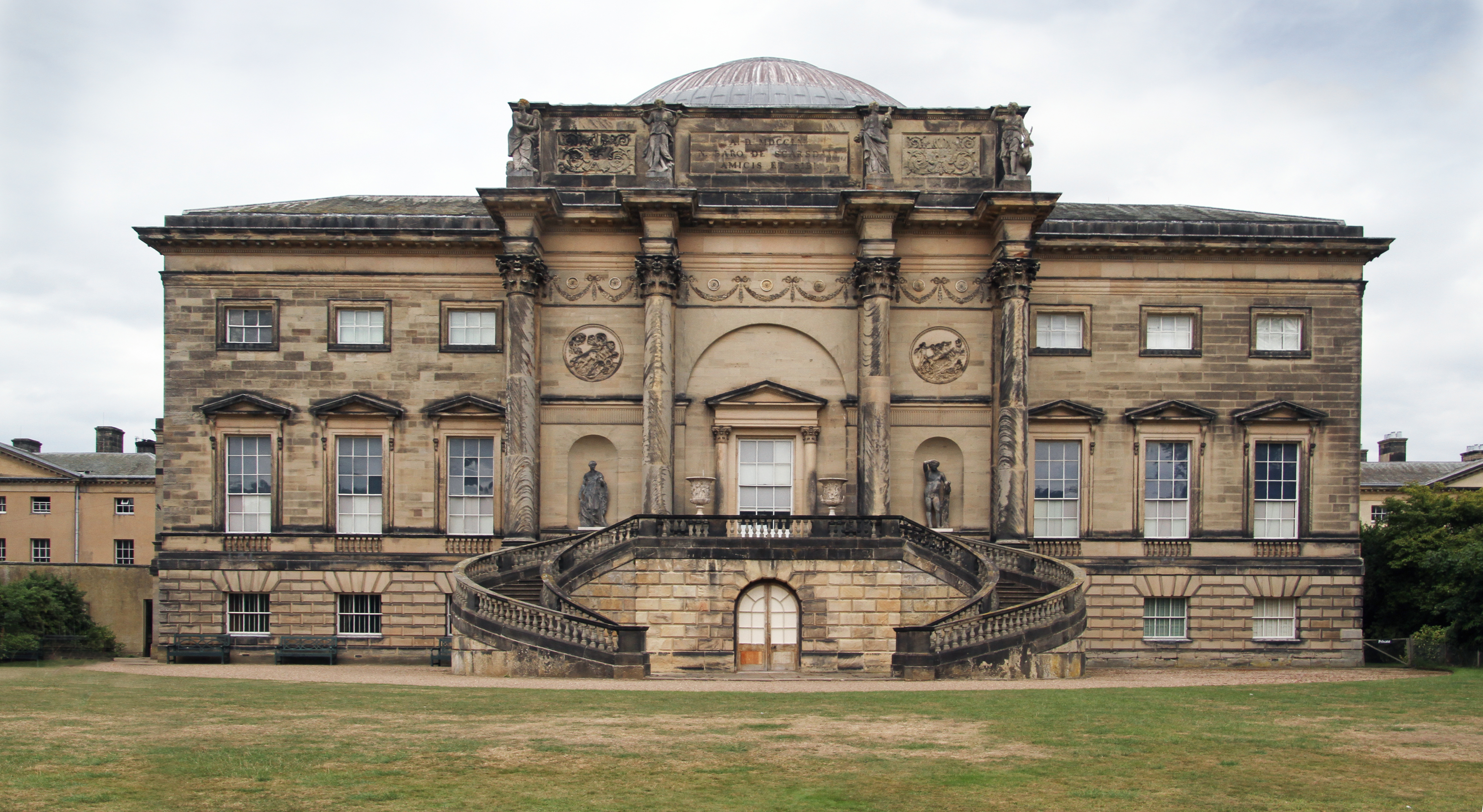
Achterzijde van Kedleston Hall
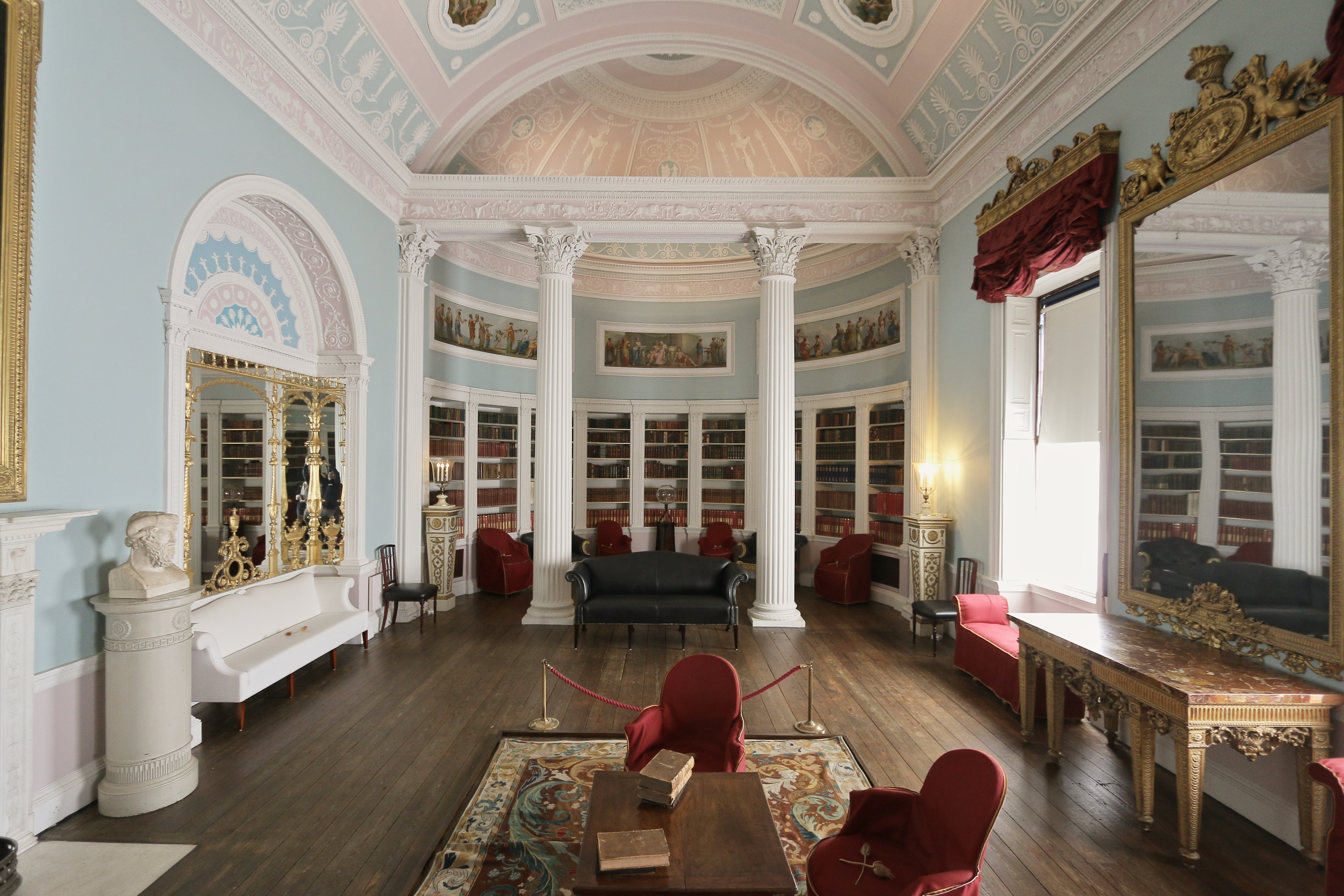
Bibliotheek van Kenwood House
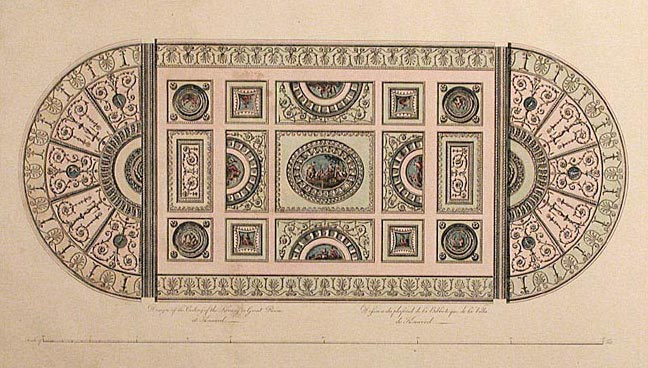
Plafondontwerp voor de bibliotheek van Kenwood House
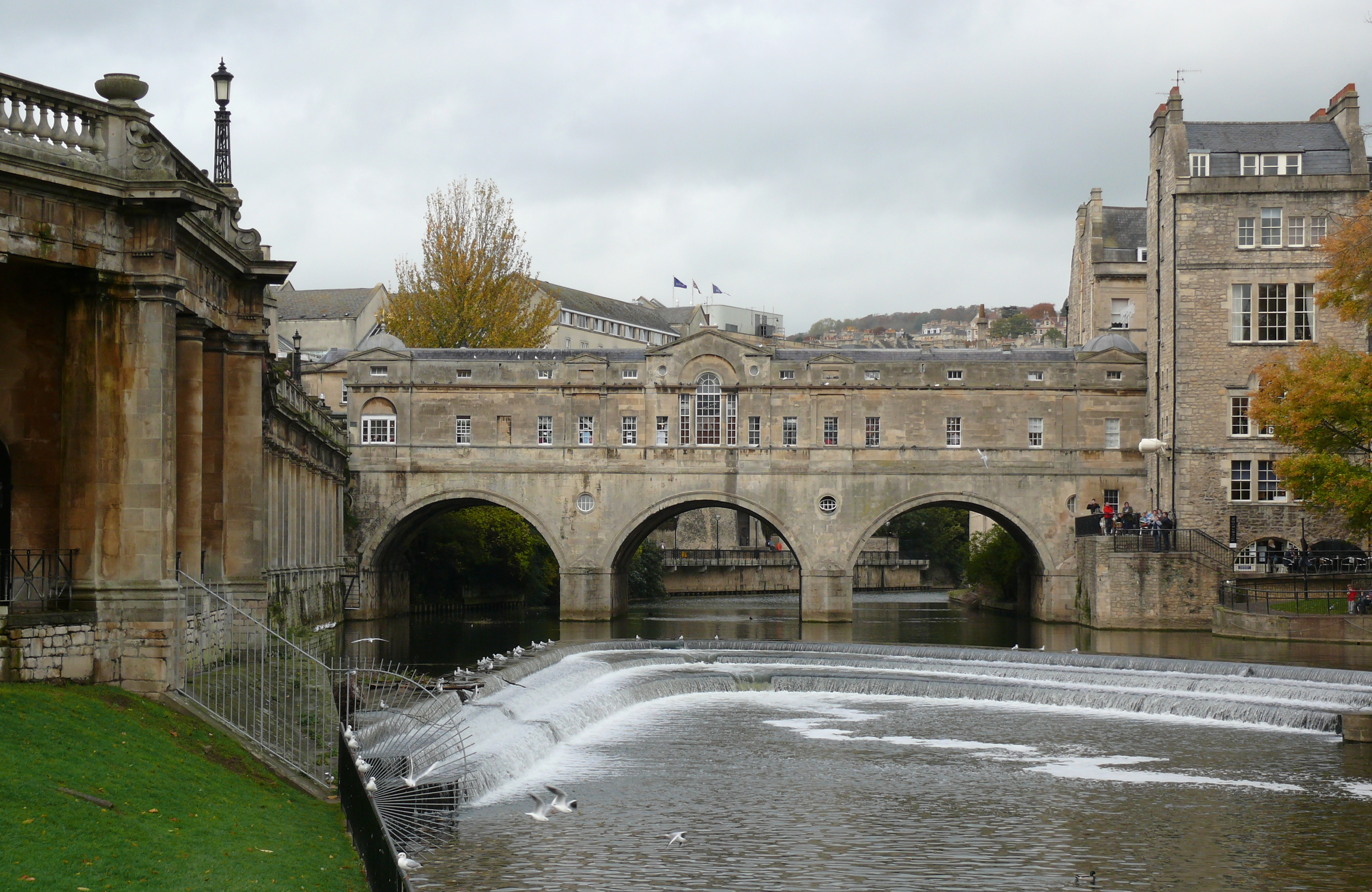
Pulteney Bridge (Bath)
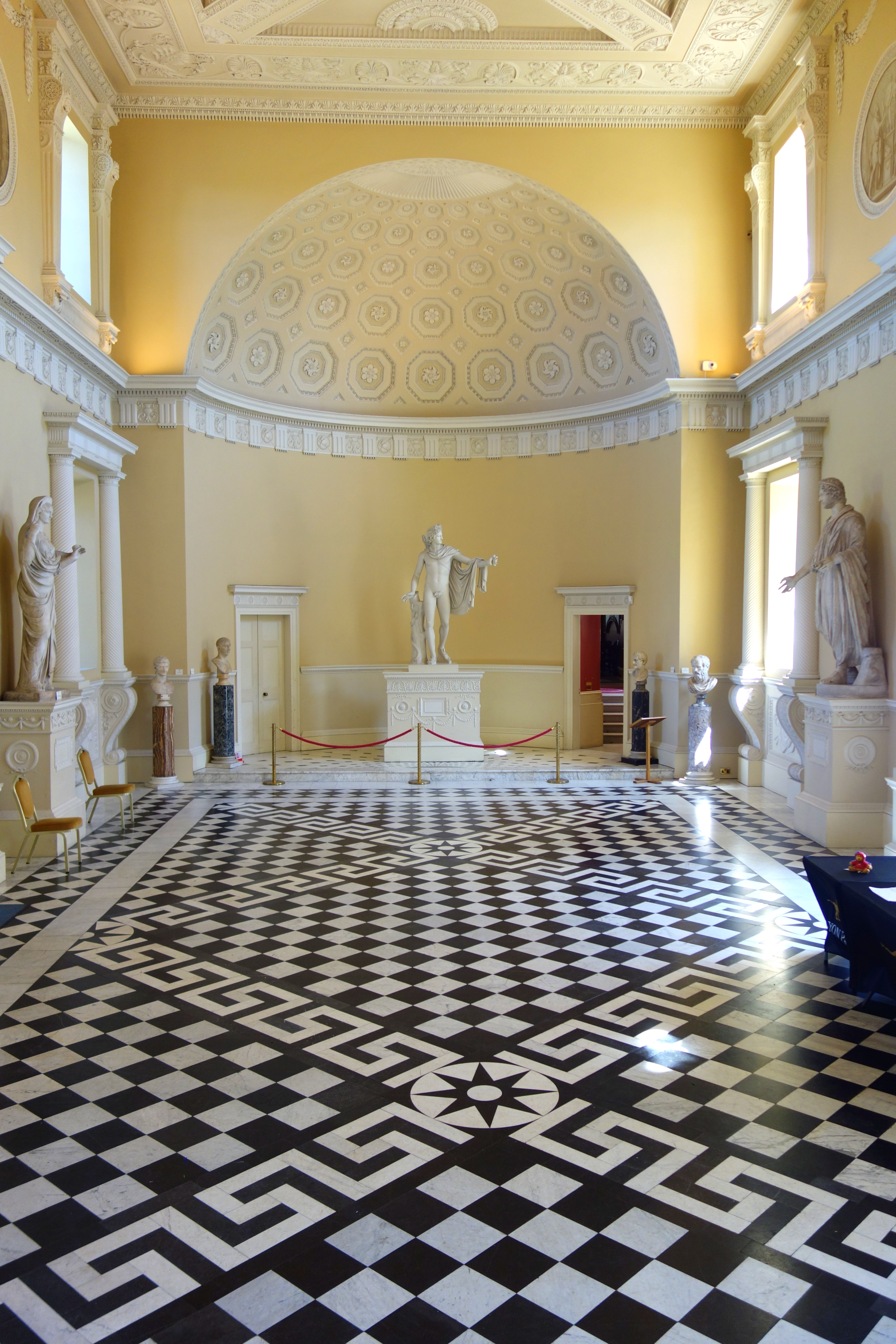
Inkomhal van Syon House
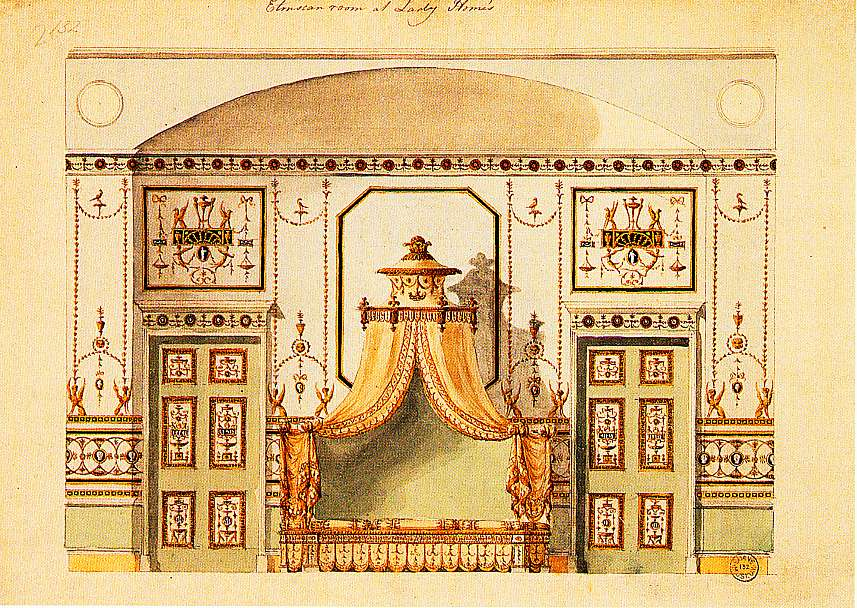
Slaapkamerontwerp in Etruskische stijl